# 魯巴內 (蘇梅州)
50°12′19″N 34°41′10″E / 50.20528°N 34.68611°E
魯巴內（羅馬化：Rubany）是位於烏克蘭東北部的村莊，由蘇梅州奧赫特爾卡區的赫倫市鎮負責管轄。該村分別距離若洛貝1公里和弗亞佐韋2公里，海拔高度155米，2001年人口99。